# Gualdim Pais
Gualdim Pais (Amares, 4 de março de 1118 – Tomar, 13 de outubro de 1195) foi um cruzado português, Freire Templário e Cavaleiro de D. Afonso Henriques (1128–1185). Foi o fundador das cidades de Pombal e Tomar.

## Biografia
Filho de Paio Ramires e de Guntroda Soares, foi neto paterno de Ramires Aires e bisneto de Aires Carpinteiro. O seu irmão Vasco Pais Ramirão foi alcaide-mor de Coimbra. A sua família pertencia à nobreza rural, oriunda do Entre-Douro-e-Minho, assentes em terras de semeadura na bacia do Rio Ave na sua margem direita. Sabe-se que a certo ponto fixou a sua residência em Braga e que ele foi educado numa escola eclesiástica, possivelmente a da Sé de Braga e tal foi a sua conexão com a cidade que várias epígrafes nos castelos que fundou o proclamam como bracarense: e.g. «MAGISTER GALDINUS NOBILI SIQUI / DEM GENERE BRACARA ORIUNDUS […]». 
Para além disso, sabe-se que ficou muito cedo ao serviço do futuro Rei, D. Afonso Henriques. Igualmente, foi combatendo ao lado dos seus irmãos de armas, os cavaleiros Mem Ramires e Martim Moniz, em todas as batalhas contra os mouros para conquistar o reino. A certo ponto foi ordenado Cavaleiro pelo soberano, talvez por ocasião da Batalha de Ourique (1139).
Partiu depois para o Reino de Jerusalém, na Palestina, onde militou durante cinco anos como Cavaleiro da Ordem dos Templários, tendo participado do cerco à cidade de Jafa. De acordo com a epígrafe do Castelo de Almourol, Gualdim Pais também participou em operações militares contra Antioquia e Damasco. 
Ao retornar, foi ordenado como quarto Preceptor da Ordem em Portugal (1157), então sediada em Soure, onde tinham castelo desde 1128 (Castelo de Soure) por doação de D. Teresa. Fundou, nessa qualidade, o Castelo de Tomar e o Convento de Cristo (1160), que se tornou o Quartel-General dos Templários em território português, dando foral à nova vila no ano de 1162. 
Também fundou o Castelo de Almourol, o de Idanha, o de Monsanto e o de Pombal. Deu foral a Pombal em 1174.
Cercado em 1190 em Tomar pelas forças do Califado Almóada sob o comando do Califa Iacube Almançor, conseguiu defender o Castelo contra esse efectivo numericamente superior, detendo assim a invasão do norte do Reino de Portugal por esta parte.
Faleceu em Tomar no ano de 1195, e ali se encontrava sepultado, na frente da Igreja de Santa Maria dos Olivais, no jardim das Oliveiras, estavam os preceptores ali sepultados. No Século XVI os túmulos, e todo o Panteão, foram destruídos na campanha de obras maneirista da igreja. A lápide de D. Gualdim Pais foi afixada na parede lateral dentro da Igreja.